# Mejillonesit
Mejillonesit ist ein sehr selten vorkommendes Mineral aus der Mineralklasse der „Phosphate, Arsenate und Vanadate“. Es kristallisiert im orthorhombischen Kristallsystem mit der Zusammensetzung NaMg2(PO3OH)(PO4)(OH)⋅H5O2 und damit chemisch gesehen ein Natrium-Magnesium-Phosphat mit der Besonderheit, dass sein Kristallwasser in Form von Zundel-Kationen (H5O2+) gebunden ist. Neben Mejillonesit sind bisher nur noch die Minerale Afwillit und Rhomboklas bekannt, die ihr Kristallwasser in dieser Weise gebunden haben.
Der farblose und durchsichtige Mejillonesit entwickelt dicktafelige bis prismatische Kristalle mit glasglänzenden Oberflächen von maximal einigen Millimetern Größe, die meist in radialstrahligen Mineral-Aggregaten angeordnet sind.

## Etymologie und Geschichte
Die Entdeckung von Mejillonesit erfolgte 2010 eher zufällig im Rahmen einer internationalen Kooperation von Wissenschaftlern aus Brasilien (Daniel Atencio, José M. V. Coutinho, Reynaldo R. Contreira Filho), Deutschland (Thomas Witzke, Gunnar Färber), Italien (Fabrizio Nestola) und Russland (Nikita V. Chukanov, Aleksandr E. Zadov).
Thomas Witzke und Gunnar Färber analysierten diverse Mineralproben aus chilenischen Guano-Fundstellen entlang der Küste, als bei einer der Proben vom Cerro Mejillones auf der gleichnamigen Halbinsel in der Provinz Antofagasta festgestellt wurde, dass dessen vom Röntgen-Diffraktometer erstellte Strukturmuster keine Übereinstimmung mit Mustern bereits bekannter Minerale zeigte. Nachdem eindeutig feststand, dass es sich bei der Mineralprobe aus Mejillones um ein neues Mineral handelte, legte Witzke auch den Namen nach dessen Typlokalität fest. Die vollständige Mineralbeschreibung und der gewählte Name wurde bei der International Mineralogical Association (IMA) zur Prüfung eingereicht (Eingangs-Nr. der IMA: 2010-068) und im selben Jahr anerkannt.
Typmaterial des Minerals wird einerseits im „Museu de Geociências“ der Universität von São Paulo in Brasilien (Katalog-Nr. DR712) und andererseits im Mineralogischen Museum, benannt nach A. J. Fersman (FMM) der Russischen Akademie der Wissenschaften in Moskau aufbewahrt (Katalog-Nr. 4043/1; Fragment vom Holotyp).

## Klassifikation
Mejillonesit wurde erst 2010 als eigenständiges Mineral von der IMA anerkannt bzw. die Entdeckung erst 2012 publiziert. Eine genaue Gruppen-Zuordnung in der 9. Auflage der Mineralsystematik nach Karl Hugo Strunz ist daher bisher nicht bekannt, da die Systematik von der IMA zuletzt 2009 aktualisiert wurde.
Da das Mineral ein wasserhaltiges Phosphat mit zusätzlichen Anionen (OH etc.) sowie mit großen und mittelgroßen Kationen (Na, Mg) und einem Stoffmengenverhältnis von (OH etc.) : RO4 = 2 : 1 ist, wird es voraussichtlich in die Unterabteilung Phosphate mit weiteren Anionen, mit H2O, mit großen und mittelgroßen Kationen, (OH etc.) : RO4 = 2 : 1 (System-Nr. 8.DL.) einsortiert.
In der zuletzt 2018 überarbeiteten Lapis-Systematik nach Stefan Weiß, die formal auf der alten Systematik von Karl Hugo Strunz in der 8. Auflage basiert, erhielt das Mineral die System- und Mineralnummer VII/D.38-010. Dies entspricht der Klasse der „Phosphate, Arsenate und Vanadate“ und dort der Abteilung „Wasserhaltige Phosphate, mit fremden Anionen“, wo Mejillonesit zusammen mit Angarfit eine unbenannte Gruppe mit der Systemnummer VII/D.38 bildet.
Die von der Mineraldatenbank „Mindat.org“ weitergeführte Strunz-Klassifikation in der 9. Auflage (auch Strunz-Mindat) ordnet den Mejillonesit [wie die Lapis-Systematik] in die Abteilung der „Phosphate usw. mit zusätzlichen Anionen; mit H2O“. Eine weitergehende Klassifizierung wurde hier bisher nicht vorgenommen (Stand 2024).

## Kristallstruktur
Mejillonesit kristallisiert orthorhombisch in der Raumgruppe Pbca (Raumgruppen-Nr. 61) mit den Gitterparametern a = 16,295(1) Å; b = 13,009(2) Å und c = 8,434(1) Å sowie 8 Formeleinheiten pro Elementarzelle.
| Kristallstruktur von Mejillonesit |
| - mit Blickrichtung parallel zur a-Achse - mit Blickrichtung parallel zur b-Achse - mit Blickrichtung parallel zur b-Achse - in der kristallographischen Standardausrichtung |
| Farbtabelle: _ Na 0 _ Mg 0 _ P 0 _ O 0 _ Oz (Zundel-Kation) 0 _ H |

## Bildung und Fundorte

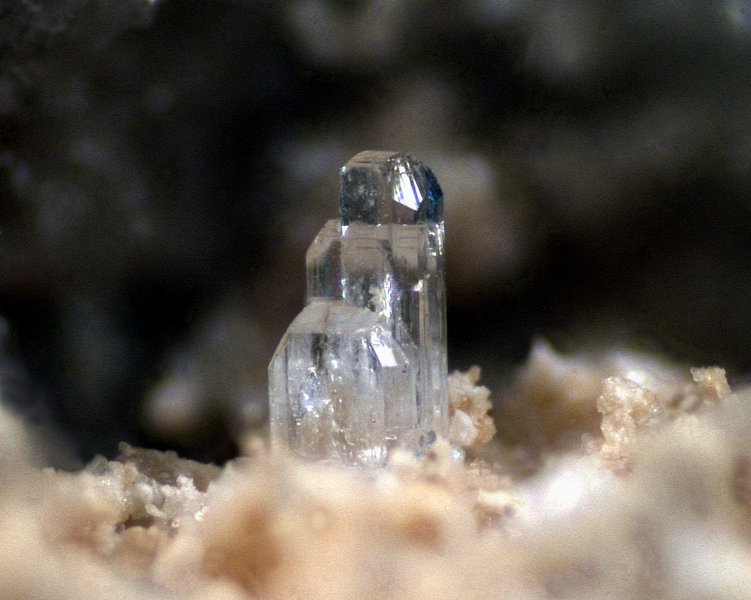
Kleine Mejillonesit-Kristallgruppe (Größe 0,70 mm)

Mejillonesit fand sich in Form isolierter Kristallaggregate in dünnen Zonen innerhalb von feinkörnigem Opal-Zeolith am Nordhang des Cerro Mejillones in Chile. Seine Typlokalität am Cerro Mejillones ist auch der bisher einzige bekannte Fundort für Mejillonesit in Chile, wo das Mineral neben Opal und Zeolith noch mit Bobierrit, Gips, Klinoptilolith-Na und -K vergesellschaftet auftrat.
Weltweit ist bisher nur ein weiterer Fundort dokumentiert (Stand 2022). In Polen wurde das Mineral auf einer brennenden Kohlenhalde der Grube Marcel bei Radlin in der Woiwodschaft Schlesien entdeckt.